# Українсько-азербайджанські відносини
Українсько-азербайджанські відносини — це двосторонні відносини між Україною та Азербайджаном у галузі міжнародної політики, економіки, освіти, науки, культури тощо.

## Історія
На початку XX століття українські та азербайджанські (Мусават) політичні сили співпрацювали в рамках Союзу автономістів, Союзу народів, Ліги інородницьких народів Росії та З'їзду народів Росії.

### Відносини з УНР та Українською Державою

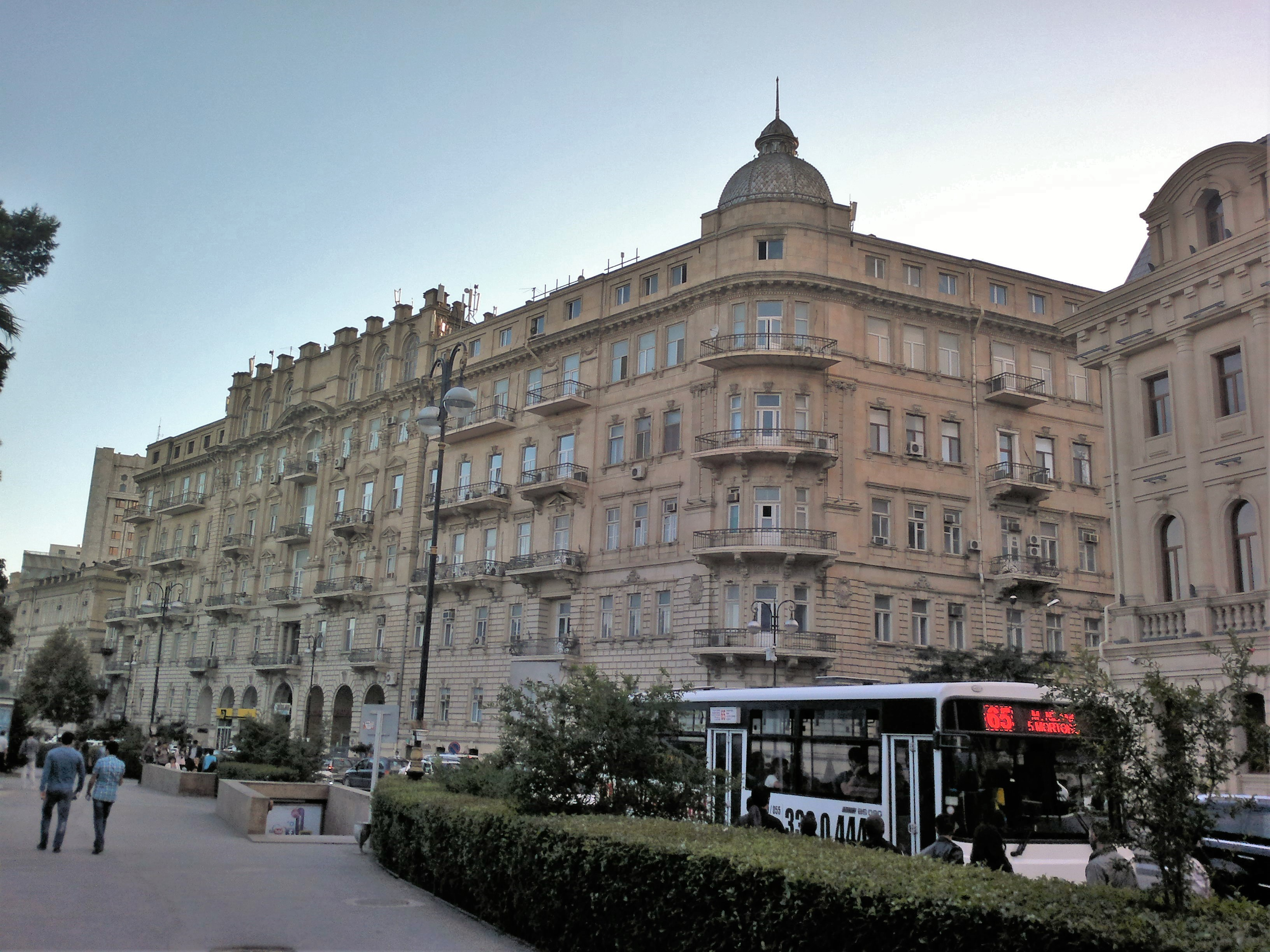
Будинок, у якому знаходилась дипломатична місія України в Азербайджані. Баку, вул. Істиглаліят, 13

Нестабільність військово-політичного становища не дозволила Азербайджанській Демократичній Республіці та Українській Державі встановити повноцінних дипломатичних відносин. З огляду на подібну ситуацію в липні 1918 року генеральним консулом у Баку був призначений за сумісництвом генеральний консул України у Тифлісі Олексій Кулинський, а азербайджанцями, що знаходились в Україні, 10 жовтня 1918 року у Києві був створений Комісаріат Азербайджану в Україні на чолі з Джелілем Садиковим, який «до встановлення зв'язку з Азербайджанським Урядом» брав на себе зобов'язання здійснювати «захист інтересів громадян Азербайджану». Про створення комісаріату було сповіщено МЗС України, орган отримав визнання гетьманського уряду. Вже 1 листопада 1918 року з боку комісаріату надійшло прохання пояснити положення закону про реєстрацію та призов до українського війська окремих категорій офіцерів запасу з тією метою, щоб під його дію не потрапили громадяни Азербайджану, як «суверенної держави». У відповідь український уряд опублікував роз'яснення, в якому серед категорій офіцерів, що не підлягали призову, були перераховані колишні піддані Російської імперії, які отримали «національні паспорти від відповідних Урядів чи повноважних представників при Українському Урядові Держав, які заново виникли на території колишньої Російської імперії», або «від визнаних Українським Урядом фактичних представників подібних держав і національних організацій на Україні» — в числі останніх був зазначений і Комісаріат Азербайджану в Києві, що вказувало на фактичне визнання Азербайджану з боку Української Держави.

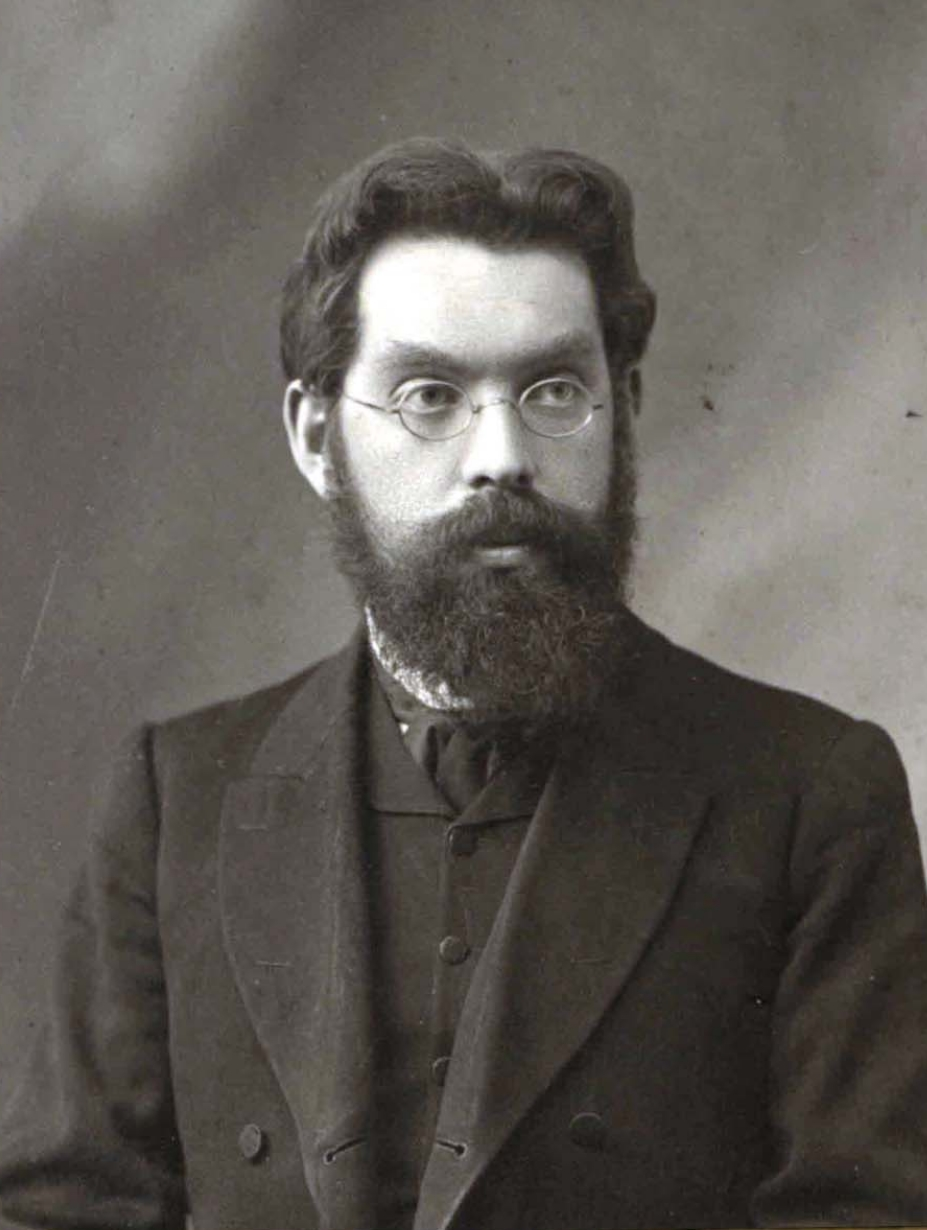
Іван Красковський — повноважний представник України на Кавказі у 1918—1921 роках

Повноцінні азербайджано-українські дипломатичні відносини були встановлені вже в період Директорії Української Народної Республіки. У цей час в Азербайджан прибув повноважний представник України на Кавказі Іван Красковський. 8 лютого 1919 року він передав вірчі грамоти Міністру закордонних справ АДР Фаталі Хану Хойському. Також був призначений новий генеральний консул з резиденцією в Тбілісі і повноваженнями на представництво в Азербайджані, Вірменії та Грузії — Олексій Кулинський, чиї повноваження визнані азербайджанським урядом 5 серпня 1919 року. Крім того, для представництва України безпосередньо в Азербайджані, була створена посада почесного віце-консула — першим її зайняв голова Української ради в Баку А. Головань, чиї повноваження були визнані азербайджанським урядом 8 жовтня 1919 року. В свою чергу призначений 1 листопада 1918 року Юсиф Везир Чеменземінлі не зміг приступити до виконання обов'язків і уряд АДР знову наділив Комісаріат Азербайджану в Україні повноваженнями, які були офіційно визнані УНР. Він продовжував функціонувати до приходу більшовиків.
У цей період азербайджансько-українські відносини активізувалися. Так, у відповідь на прохання українського віце-консула Василя Кужима про допомогу 20 000 українців, які проживали на той час у Мугані і знаходяться в тяжкому становищі, уряд АДР виділив їм 750 000 карбованців і хороші угіддя для ведення сільського господарства. А під час епідемії тропічної гарячки у Мугані Кужим зміг отримати від Американського комітету допомогу у вигляді ліків — 20 000 пудів хіни, в свою чергу уряд АДР спільно з Українською радою організували санітарний загін для роздачі її хворим. У той же час в Києві МЗС України пішов на зустріч Азербайджанському комісаріату, який в грудні 1918 року звернувся з проханням про надання права носіння зброї до уряду УНР. У січні 1920 року уряд АДР надав гарантії визнання паспортів УНР.
На міжнародній арені азербайджансько-українська співпраця відобразилося в спільному виступі на Паризькій мирній конференції — у відповідь на визнання 12 червня 1919 року Верховною радою Антанти уряду Колчака єдиним законним урядом на всьому постімперському просторі, представники тепер вже суверенних держав — Естонії, Грузії, Північного Кавказу, Білорусії, України та Азербайджану 17 червня підписали спільну ноту «протесту». Протокол про намір укласти перший договір між Азербайджанською Демократичною Республікою і Українською Народною Республікою був підписаний вже представниками двох емігрантських урядів у Стамбулі 28 листопада 1921 року.
Генеральні консули України у Баку:
- Олексій Кулинський, за сумісництвом генеральний консул України у Тифлісі. Призначений у липні 1918 року[2];
- Лев Лесняк, за сумісництвом генеральний консул України у Тифлісі. Призначений у 1918 році[4].

Почесні віце-консули України у Баку:
- А. Головань. Призначений 23 серпня 1919 року[4];
- Мір Абдульфат-хан Мір Рза хан-огли Талишинський. Призначений у 1919 році[4];
- Василь Кужим. Призначений 1 січня 1921 року[4].

Повноважні представники України на Кавказі:
- Іван Красковський, вручив вірчі грамоти Міністру закордонних справ Азербайджанської Демократичної Республіки Фаталі Хану Хойському 8 лютого 1919 року[2].

Комісари Азербайджану в Україні:
- Джеліл Садиков. Призначений 10 жовтня 1918 року[1].

Посли Азербайджану в Україні, Польщі та Криму:
- Юсиф Везир Чеменземінлі. Призначений 1 листопада 1918 року[2], не приступив до виконання обов'язків[6].

### Відносини між радянськими республіками
Українська Соціалістична Радянська Республіка і Радянська Соціалістична Республіка Азербайджан обговорювали можливість укладення політичного договору та обміну дипломатичними представництвами. 8 грудня 1921 року УСРР навіть надала офіційні повноваження для ведення переговорів Юрію Коцюбинському, проте ініціативу зупинила Рада народних комісарів РСФРР. 30 грудня 1922 року, між УСРР, ЗСФРР, до складу якої на той час увійшла ССРАз, РСФРР і ССРБ був укладений Договір про утворення СРСР. Проте, навіть після утворення СРСР, радянські Азербайджан і Україна по інерції продовжували налагоджувати співпрацю. На початку 1920-х років послом ССРА в УСРР був призначений Абдул-Алі Таїр-огли, у Харкові тривалий час продовжувало функціонувати азербайджанське торгове представництво, а у Баку продовжили діяльність торгове та інші господарські представництва УСРР.

## З 1992
Азербайджан визнав незалежність України 6 лютого 1992 року, того ж дня було встановлено дипломатичні відносини між двома країнами. 5 травня 1996 року у Баку Україна відкрила Посольство України в Азербайджані. Посольство Азербайджану в Україні Азербайджан відкрив 12 березня 1997 року у Києві.
Договірно-правова база українсько-азербайджанських відносин налічує 125 документів, що регулють двосторонні відносини у політичній, економічній, науково-технічній, гуманітарній, консульській та військовій областях. Основними документами є «Договір про основи міждержавних відносин України та АР», «Договір про дружбу та співробітництво між Україною та АР», а також «Договір між Україною та АР про дружбу, співробітництво і партнерство».
27 березня 2014 року при ухваленні в ООН резолюції 68/262 Азербайджан проголосував на підтримку територіальної цілісності України та визнав незаконним анексію Криму та Севастополя Росією.
22 квітня 2019 року Президент Азербайджанської Республіки Ільхам Алієв привітав Володимира Зеленського з обранням на пост Президента України.
На тлі повномасштабного російського вторгнення в Україну (24.02.2022) почалася інформаційна війна між Росією і Азербайджаном. Російська влада закрила доступ до азербайджанських новинних сайтів за нібито недостовірне висвітлення війни, а Азербайджан заблокував сайт агентства РИА «Новости». 10 травня Баку відмовив у дозволі на проживання співробітникам російського медійного агентства «Спутник».
У березні 2022 року Азербайджан тимчасово зупиняв роботу посольства в Києві, а 30 квітня роботу посольства було відновлено.

## Двосторонні зв'язки

### Політичні і дипломатичні зв'язки
28 лютого — 2 березня 2001 року з офіційним візитом до Баку перебувала делегація України, очолювана головою Верховної Ради Верховної Ради Іваном Плющем. У ході переговорів було підписано Угоду про співпрацю між парламентами обох республік.
Президенти України й Азербайджану Віктор Янукович й Ільхам Алієв відповідно двічі зустрічалися на початку 2012 року: 26 січня 2012 року під час Давоського форуму і 27 березня 2012 року — під час Саміту з питань ядерної безпеки у Сеулі. 4 квітня 2012 — Азербайджан відвідує Прем'єр-міністр України Микола Азаров. 18-19 квітня 2012 року Голова Верховної Ради України Володимир Литвин відвідує Азербайджан. 4-5 червня 2012 року Міністр закордонних справ України Костянтин Грищенко з офіційним візитом відвідує Азербайджан.
10 жовтня 2012 — Міністр закордонних справ Азербайджану Ельмар Мамедьяров з робочим візитом відвідав Україну. 28 жовтня 2012 року до України приїхав Перший віце-спікер Міллі Меджлісу Азербайджану З. Аскеров. Метою його візиту було спостереження за перебігом Парламентських виборів в Україні. 12 грудня 2012 року Президент України Віктор Янукович з коротким робочим візитом відвідав Азербайджан після закінчення офіційного візиту до Індії. У ході візиту зустрівся з президентом Азербайджану Ільхамом Алієвим.

### Економічні зв'язки
У 2012 році Азербайджан зайняв 5 місце серед країн СНД за обсягом обігу товарів. Згідно із даними Держстату України, 2012 року експорт товарів і послуг до Азербайджану склав $806,42 млн (збільшення порівняно з попереднім роком на 9,3 %). Україна експортувала до Азербайджану товари металургійної промисловості, агропромислового комплексу і машинобудування. Натомість Україна імпортувала товарів на $97,41 млн (паливно-енергетичного, агропромислового комплексів, хімічної промисловості), тобто зовнішньоторговельний оборот України з Азербайджаном 2012 року становив $903,83 млн (позитивне сальдо для України — $709,01 млн).

### Військово-технічна співпраця
2009 року України експортувала до Азербайджану 29 одиниць БТР-70, 29 самохідних артилерійських установок 2С1 «Гвоздика» і 6 152-міліметрових самохідних артилерійських установок 2С3 «Акація», 1 навчально-бойовий винищувач МіГ-29УБ, 11 вертольотів Мі-24.
2010 року Україна продала Азербайджану 71 одиницю БТР-70 (без озброєння), 7 самохідних артилерійських установок 2С1 «Гвоздика», 1 вертоліт Мі-24Р, 1 керований протиракетний комплекс, 3000 автоматів і пістолет-автоматів.
За місяць до повномасштабного російського вторгнення в Україну 2022 року Азербайджан передав три МіГ-29 на український завод для ремонту
.

### Культурні зв'язки
Для виконання підписаних договорів, що регулюють культурні відносини, Україна й Азербайджан здійснюють культурний обмін: спільні наукові конференції, спортивні змагання, творчі проєкти. Розвивається співпраця між Університетами двох країн, відбувається обмін делегаціями. В обох країнах проходять Дні культури України в Азербайджані і Дні культури Азербайджану в Україні. Налагоджується співпраця у туристичній сфері, що вилилось у створення програм співпраці Криму з Азербайджаном.

## Діаспора

### Українці в Азербайджані
Згідно із даними перепису населення 2009 в Азербайджані проживає 21 500 етнічних українців. Українці Азербайджану об'єднуються у різноманітні організації, такі як «Українська громада в Азербайджані ім. Т. Г. Шевченка» (УГ, очільник О. Ф. Зарічний) і «Український конгрес Азербайджану» (УКА, очільник Ю. Л. Осадченко).

### Азербайджанці в Україні
Згідно із даними перепису 2001 року азербайджанців в Україні налічувалося 45,2 тис. осіб.

## Галерея

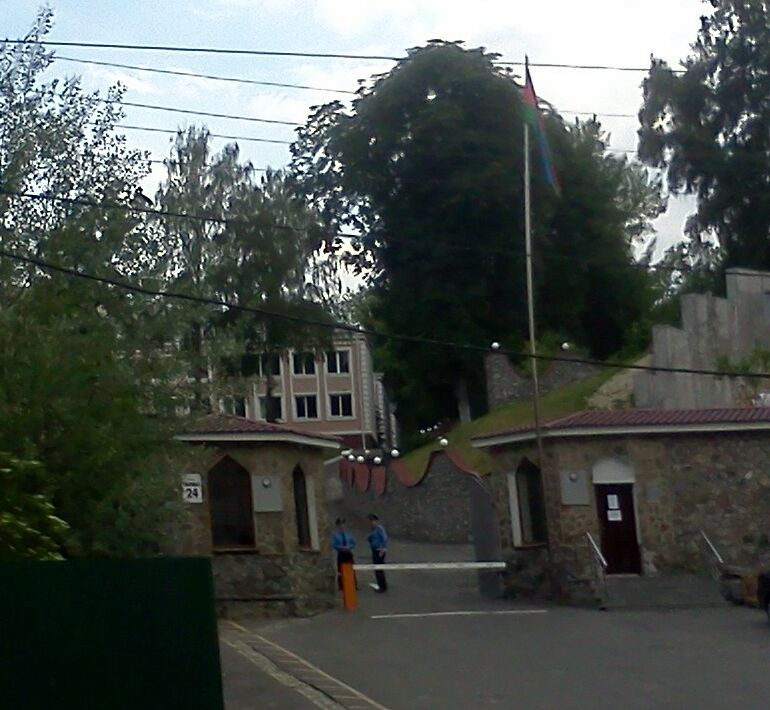
Посольство Азербайджану
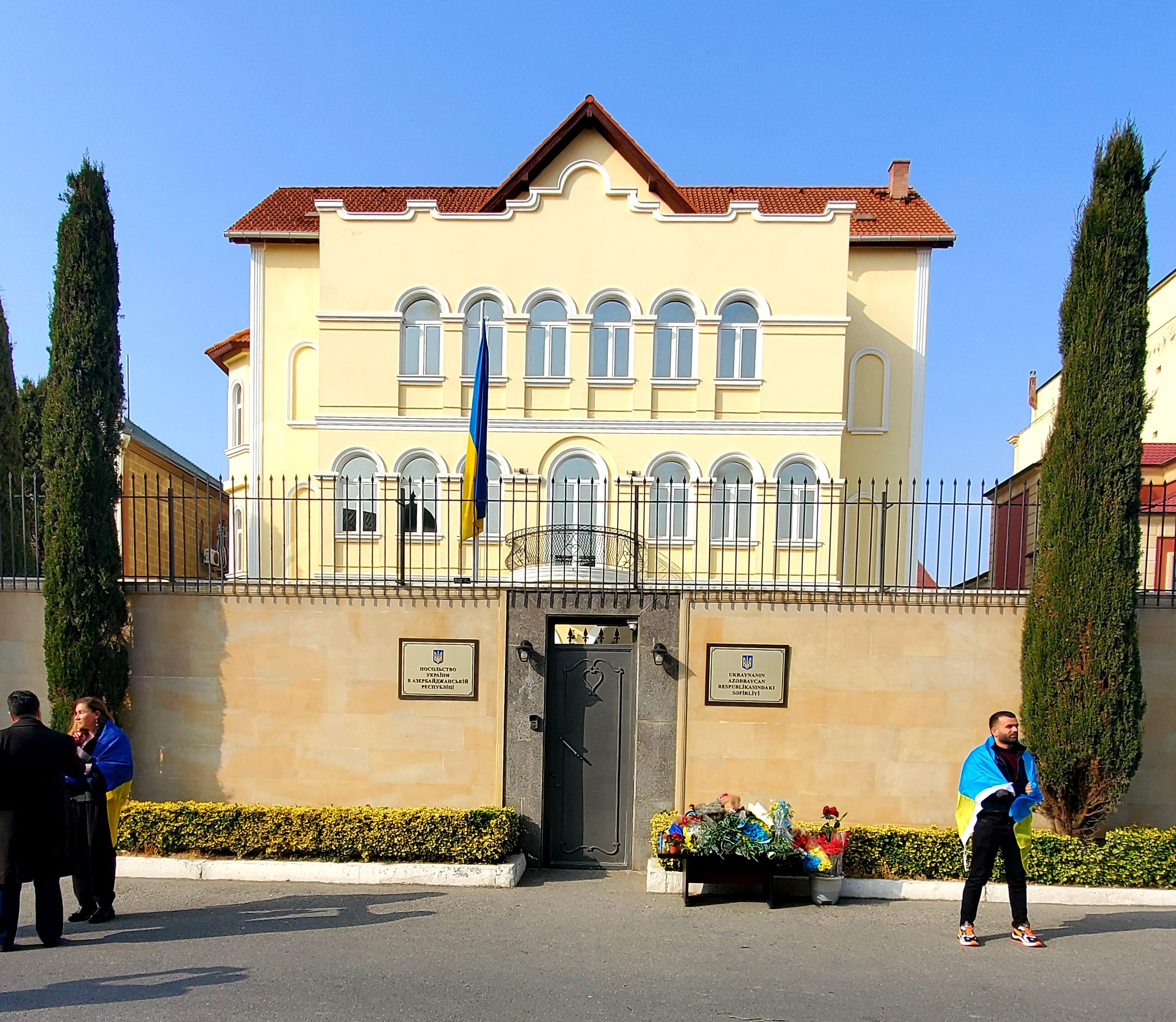
Посольство України
Пам'ятник Тарасові Шевченку в Баку